# Stenomesson campanulatum
Stenomesson campanulatum là một loài thực vật có hoa trong họ Amaryllidaceae. Loài này được Meerow miêu tả khoa học đầu tiên năm 1985.